# Anthony Calvillo
Pour les articles homonymes, voir Calvillo.
(en) Statistiques sur statscrew
Anthony Calvillo, né le 23 août 1972 à Los Angeles en Californie, est un joueur américain naturalisé canadien de football canadien. Il évolue à la position de quart-arrière (quarterback en Europe). Il a joué 20 saisons dans la Ligue canadienne de football (LCF), dont 16 avec les Alouettes de Montréal. Il prend sa retraite en 2014, et est entraîneur depuis 2015, occupant actuellement le poste de coordonnateur offensif avec les Alouettes.
Il a remporté la coupe Grey à quatre reprises : 2002, 2009, 2010, et comme entraîneur de l'attaque en 2023. Il a été choisi joueur par excellence de la ligue en 2003, 2008 et 2009.
Il a détenu de 2011 à 2020 le record du plus grand nombre de verges (yards en Europe) gagnées par la passe de tout le football nord-américain professionnel, en totalisant 79 816 à la fin de sa carrière.
Parmi les nombreux honneurs qu'il a reçus, son numéro a été retiré par les Alouettes en 2014 et il a été intronisé au Temple de la renommée du football canadien en 2017.

## Jeunesse et carrière scolaire
Anthony Calvillo est né à Los Angeles et a grandi à La Puente, une ville principalement hispanique de la banlieue de Los Angeles. Dans ce milieu dur, il doit composer avec un père alcoolique et violent et un frère aîné entraîné dans les gangs de rue criminalisées. Pour se soustraire à cet environnement, il se lance corps et âme dans le sport. À l'école secondaire La Puente (en), il brille au basketball et au football. Il continue à fréquenter La Puente malgré son déménagement à Riverside. 
Par la suite Calvillo fréquente le collège communautaire Mt. San Antonio (en) de Walnut, près de La Puente, et joue pour l'équipe de football des Mounties avec lesquels il brille au poste de quart-arrière, obtenant le poste de titulaire à sa première année en délogeant deux autres joueurs plus expérimentés. Lors de sa deuxième saison en 1991, Calvillo devient le meilleur passeur de l'histoire des Mounties. Ses bonnes performances attirent l'attention de Jim Zorn (en), ancien quart-arrière des Seahawks de Seattle et alors entraîneur au niveau universitaire. Celui-ci, venant de se faire offrir le poste de coordonnateur offensif chez les Aggies d'Utah State, un club de la plus forte division universitaire en football américain, la NCAA Division I Football Bowl Subdivision, met comme condition à sa venue que les Aggies recrutent Calvillo. D'abord cinquième quart-arrière, Calvillo est promu titulaire au début de la saison régulière. La saison suivante, il est de nouveau titulaire indiscutable et les Aggies sont co-champions de leur conférence. Le club est sélectionné pour participer au Las Vegas Bowl. Lors de ce match disputé le 17 décembre 1993, Calvillo mène les Aggies à une victoire de 42-33, la première fois que le club remporte un bowl ; il est de plus choisi joueur par excellence du match.

## Carrière professionnelle

### Posse de Las Vegas
Après avoir participé à un camp de recrutement des Blue Bombers de Winnipeg au printemps 1994, Anthony Calvillo est engagé par le Posse de Las Vegas, une équipe nouvellement admise dans la Ligue canadienne de football dans le cadre de son expansion aux États-Unis. Après un bon départ,, Calvillo et le Posse accumulent les défaites, terminant la saison avec 5 victoires pour 13 revers, mais surtout n'arrivent pas à attirer les foules à leur stade.

### Tiger-Cats de Hamilton
Après plusieurs mois d'incertitude concernant l'avenir de l'équipe, le Posse ferme finalement ses livres en avril 1995 et ses joueurs sont dispersés dans les autres clubs de la LCF lors d'un repêchage spécial. Anthony Calvillo est le premier choisi et est acquis par les Tiger-Cats de Hamilton. Au cours de ses trois saisons à Hamilton, Calvillo connaît des hauts et des bas. En 1995 il partage la tâche de partant avec Steve Taylor alors que l'équipe est en reconstruction. Il impressionne ses entraîneurs par son attitude sur le terrain, son flegme et son désir de gagner. L'année suivante, Calvillo est au début de la saison substitut de l'expérimenté Matt Dunigan qui vient de rejoindre les Tiger-Cats. Il remplace Dunigan lorsque celui-ci est blessé, mais est blessé à son tour et manque plusieurs matchs. En 1997, avec la retraite de Dunigan, Calvillo est de nouveau titulaire, mais les Tiger-Cats connaissent une saison de misère avec seulement 2 victoires. Calvillo lui-même est critiqué et manque la dernière partie de la saison sur une blessure. Dans l'entre-saison, les Tiger-Cats acquièrent le quart-arrière vedette Danny McManus et Calvillo comprend qu'il ne figure plus dans les plans de l'équipe. Il est libéré par consentement mutuel et devient joueur autonome.

### Alouettes de Montréal

#### 1998-2003
En mars 1998, les Alouettes de Montréal s'entendent avec Calvillo sur un contrat d'un an plus une année d'option. Lors de sa première saison à Montréal, il est substitut de l'expérimenté Tracy Ham (en), mais impressionne quand il est appelé à remplacer celui-ci. En 1999, Ham et Calvillo se partagent la tâche à peu près également, mais ce dernier est de plus en plus vu comme le quart-arrière de l'avenir pour les Alouettes.
Quand Tracy Ham prend sa retraite à l'issue de la saison 1999, Calvillo devient la figure de proue de l'équipe montréalaise. À sa première saison comme partant régulier, il emmène les Alouettes au premier rang de leur division et jusqu'à la coupe Grey, mais connait une contre-performance dans le match de championnat et les Lions de la Colombie-Britannique défont les Alouettes.
Après une saison plus ordinaire en 2001, Calvillo est dominant en 2002, alors qu'il mène les Alouettes au premier rang de la division Est ainsi qu'à la conquête de la coupe Grey, la première du club depuis 1977. Il est choisi sur l'équipe d'étoiles de la ligue, est deuxième au scrutin du joueur par excellence et mérite le titre de meilleur joueur du match de la coupe Grey.
Au début de 2003, Calvillo obtient un essai avec les Steelers de Pittsburgh de la NFL, mais celui-ci n'est pas concluant. Il signe en février un nouveau contrat de deux ans plus une année d'option avec les Alouettes. Au terme de la saison, Calvillo obtient le titre de joueur par excellence de la ligue, et permet à son club de se rendre au match de la coupe Grey grâce à une course spectaculaire lors de la finale de l'Est, mais les Alouettes s'inclinent lors de la grande finale.

#### 2004-2007
En 2004 Calvillo connaît une autre excellente saison. Il obtient 6 041 verges de gains par la passe, son sommet personnel et la quatrième meilleure performance de l'histoire de la ligue (en date de 2023). Cependant les Alouettes, pourtant premiers au classement, se font surprendre en finale de l'Est par les Argonauts de Toronto dans un match où Calvillo est blessé à l'épaule. 

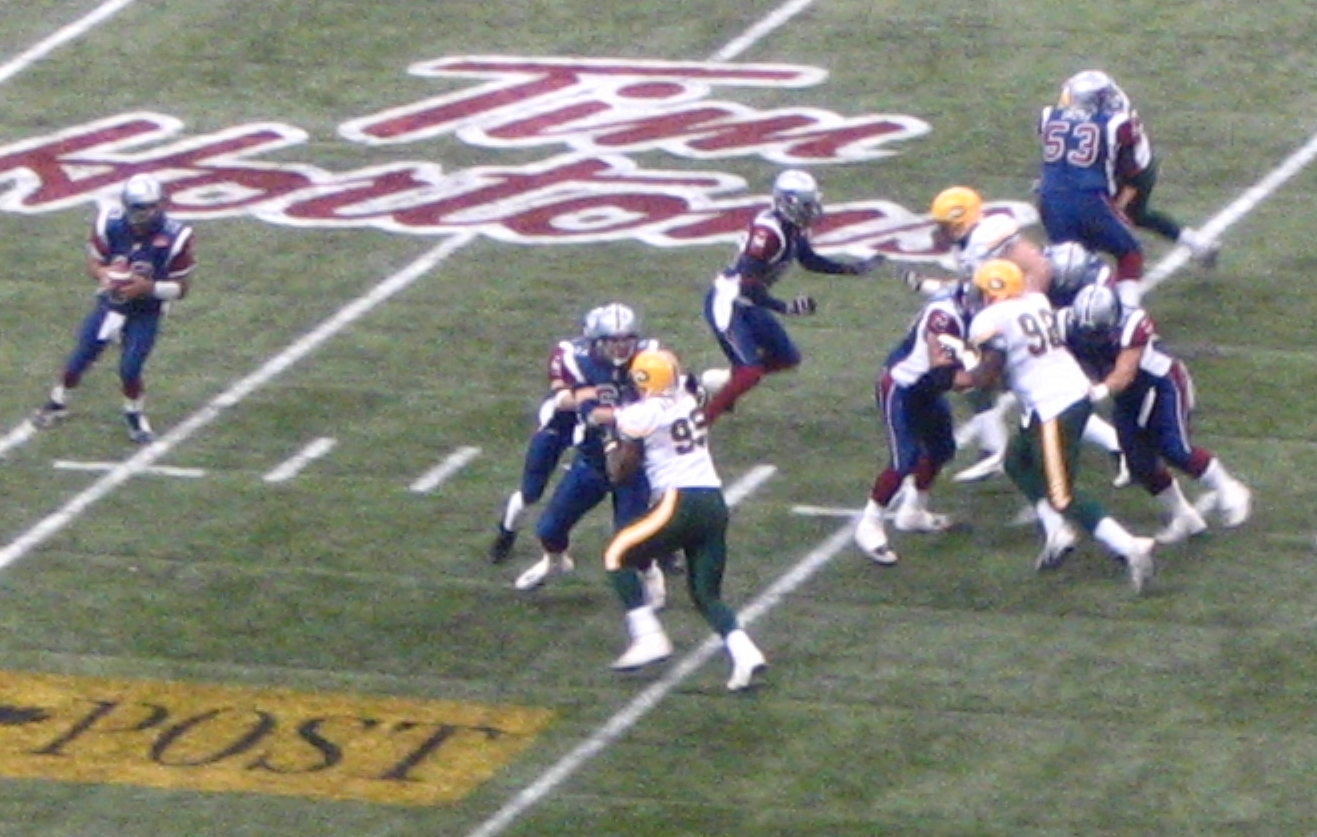
Anthony Calvillo (à gauche) lors du match de la coupe Grey de 2005

Les Alouettes terminent deuxièmes dans l'Est en 2005, et Calvillo est encore une fois partant indiscutable au poste de quart. Il est en tête de la ligue pour le nombre de passes de touché et de verges obtenues par la passe. L'équipe se rend au match de la coupe Grey, mais est défaite en prolongation par les Eskimos d'Edmonton alors que Calvillo commet des erreurs qui renforcent sa réputation d'être un joueur qui cède sous la pression lors des matchs les plus importants.
En 2006 Calvillo obtient moins de 5 000 verges par la passe, ce qui ne lui était pas arrivé depuis 2001. Malgré une saison moins reluisante, il emmène quand même les Alouettes en finale de la coupe Grey, qu'ils perdent contre la Colombie-Britannique. Ce nouveau revers en match décisif relance les critiques contre lui. La saison 2007 est encore plus difficile ; non seulement Calvillo n'est pas au sommet de sa forme, mais il doit abandonner le jeu en octobre pour soutenir sa femme Alexia qui a reçu un diagnostic de cancer des ganglions lymphatiques. Il n'est alors même plus sûr de pouvoir poursuivre sa carrière.

#### 2008-2012
Grâce à l'amélioration de l'état de santé de sa femme Alexia, et à l'arrivée de l'entraîneur-chef Marc Trestman avec lequel il s'entend bien, Anthony Calvillo relance sa carrière de belle façon en 2008. Il est choisi joueur par excellence de la ligue pour la seconde fois et mène encore une fois son club à la finale de la coupe Grey, même si les Alouettes connaissent une nouvelle défaite.
La saison 2009 est mémorable dans la carrière de Calvillo alors qu'il est choisi pour la deuxième année consécutive joueur de l'année dans la ligue, qu'il parvient enfin à remporter une seconde coupe Grey et qu'il mène les Alouettes à une saison de 15 victoires contre 3 revers, la meilleure de leur histoire. La saison suivante il mène les Alouettes à une seconde coupe Grey d'affilée, la seule fois où l'équipe réalise cet exploit. En 2011 il connaît une autre bonne saison, étant choisi pour la septième fois meilleur joueur de la division Est, mais le titre de la ligue lui échappe. Comme il a maintenant 39 ans, on commence toutefois à parler de sa succession comme quart-arrière des Alouettes. Le 10 octobre 2011 contre les Argonauts de Toronto il devient le meneur de tous les temps du football nord-américain professionnel en battant la marque des 72 381 verges par la passe détenue par Damon Allen.
De retour en 2012, et malgré les spéculations sur sa retraite éventuelle, Calvillo est encore en bonne forme et est sélectionné sur l'équipe d'étoiles de la ligue pour la cinquième et dernière fois.

#### Dernière saison et retraite
Calvillo entame la saison 2013 avec enthousiasme, mais bientôt il rencontre des difficultés avec le nouvel entraîneur-chef Dan Hawkins (en) et sa performance sur le terrain en souffre. Hawkins est congédié après cinq matchs et remplacé par le directeur-général Jim Popp. Cependant Calvillo subit une commotion cérébrale le 17 août, lors de ce qui s'avérera être son dernier match en carrière. En effet, comme les symptômes se prolongent, il décide en octobre de mettre fin à sa saison. En janvier 2014, il annonce officiellement sa retraite.

## Carrière d'entraîneur
Dès l'annonce de sa retraite, Calvillo révèle qu'il souhaite s'orienter vers une carrière d'entraîneur, et d'autre part qu'il compte s'établir à Montréal de façon permanente. Il est nommé entraîneur de receveurs de passes des Alouettes en 2015. Quand l'entraîneur-chef Tom Higgins (en) est congédié en août, Calvillo est nommé entraîneurs des quarts-arrières puis, quand le coordonnateur de l'attaque Turk Schonert (en) est congédié à son tour, il est promu co-coordonnateur de l'attaque avec Ryan Dinwiddie (en). La saison suivante, il est coordonnateur de l'attaque titulaire mais est conseillé par Jacques Chapdelaine (en), un entraîneur d'expérience. Quand Chapdelaine est promu entraîneur-chef à la mi-saison, il reprend de Calvillo la responsabilité d'appeler les jeux sur le terrain, ce qui est habituellement la responsabilité du coordonnateur offensif.
En 2017, Calvillo est de nouveau nommé entraîneur des quarts-arrières mais revient au poste de coordonnateur offensif lors d'un nouveau remue-ménage dans l'équipe d'entraîneurs en septembre. Quand Mike Sherman est engagé comme entraîneur-chef pour la saison 2018, Calvillo n'est pas conservé dans l'équipe d'entraîneurs. Il est alors engagé par les Argonauts de Toronto, dirigés par son ancien entraîneur Marc Trestman, comme entraîneur des quarts-arrières. 
En décembre 2018, Calvillo rejoint l'équipe universitaire des Carabins de Montréal à titre d'entraîneur-chef adjoint, en plus de diriger les quarts-arrières. Il est par la suite promu coordonnateur offensif. En janvier 2022 il effectue un retour avec les Alouettes à titre d'entraîneur des quarts-arrières. Il devient coordonnateur offensif pour la saison 2023. Il gagne sa 4e coupe Grey en 2023 avec les Alouettes au poste de coordonnateur offensif de l'équipe championne.

## Statistiques
| 1994       | LV         | 17  | 14  | 348   | 154   | 44.3 | 2,582  | 13  | 15  | 64.4  | 42  | 195   | 4.6 | 21 | 2  | 9  |
| 1995       | HAM        | 18  | 9   | 385   | 211   | 54.8 | 2,831  | 19  | 21  | 72.1  | 24  | 51    | 2.1 | 13 | 2  | 5  |
| 1996       | HAM        | 13  | 7   | 265   | 157   | 59.2 | 2,571  | 13  | 13  | 87.8  | 40  | 311   | 7.8 | 53 | 1  | 2  |
| 1997       | HAM        | 12  | 10  | 278   | 160   | 57.6 | 2,177  | 12  | 11  | 80.6  | 53  | 242   | 4.6 | 29 | 2  | 12 |
| 1998       | MTL        | 18  | 5   | 172   | 98    | 57.0 | 1,526  | 6   | 10  | 74.0  | 31  | 121   | 3.9 | 11 | 1  | 1  |
| 1999       | MTL        | 18  | 9   | 249   | 166   | 66.7 | 2,592  | 13  | 6   | 108.4 | 56  | 211   | 3.8 | 27 | 3  | 3  |
| 2000       | MTL        | 18  | 17  | 435   | 272   | 62.5 | 4,277  | 27  | 5   | 111.1 | 58  | 230   | 4.0 | 26 | 2  | 6  |
| 2001       | MTL        | 18  | 15  | 412   | 250   | 60.7 | 3,671  | 16  | 9   | 93.6  | 40  | 253   | 6.3 | 29 | 1  | 2  |
| 2002       | MTL        | 18  | 17  | 569   | 338   | 59.4 | 5,013  | 27  | 10  | 96.8  | 45  | 327   | 7.3 | 24 | 3  | 5  |
| 2003       | MTL        | 18  | 18  | 675   | 408   | 60.4 | 5,891  | 37  | 14  | 98.4  | 45  | 169   | 3.8 | 46 | 1  | 12 |
| 2004       | MTL        | 18  | 18  | 690   | 431   | 62.5 | 6,041  | 31  | 15  | 96.6  | 44  | 237   | 5.4 | 18 | 1  | 2  |
| 2005       | MTL        | 18  | 17  | 661   | 437   | 66.1 | 5,556  | 34  | 19  | 97.4  | 35  | 189   | 5.4 | 15 | 6  | 4  |
| 2006       | MTL        | 18  | 18  | 640   | 402   | 62.8 | 4,714  | 20  | 15  | 85.8  | 28  | 185   | 6.6 | 21 | 2  | 3  |
| 2007       | MTL        | 13  | 13  | 459   | 308   | 67.1 | 3,608  | 17  | 8   | 95.8  | 21  | 137   | 6.5 | 17 | 0  | 3  |
| 2008       | MTL        | 17  | 17  | 682   | 472   | 69.2 | 5,633  | 43  | 13  | 107.2 | 26  | 189   | 7.3 | 29 | 2  | 1  |
| 2009       | MTL        | 18  | 16  | 550   | 396   | 72.0 | 4,639  | 26  | 6   | 108.4 | 32  | 198   | 6.2 | 30 | 2  | 3  |
| 2010       | MTL        | 16  | 15  | 562   | 380   | 67.6 | 4,839  | 32  | 7   | 108.1 | 16  | 107   | 6.7 | 16 | 0  | 6  |
| 2011       | MTL        | 18  | 18  | 654   | 404   | 61.8 | 5,251  | 32  | 8   | 98.2  | 21  | 155   | 7.4 | 20 | 1  | 9  |
| 2012       | MTL        | 18  | 17  | 555   | 333   | 60.0 | 5,082  | 31  | 14  | 98.3  | 19  | 155   | 8.2 | 22 | 2  | 3  |
| 2013       | MTL        | 7   | 7   | 196   | 115   | 58.7 | 1,322  | 6   | 5   | 78.7  | 6   | 26    | 4.3 | 9  | 0  | 2  |
| LCF totals | LCF totals | 329 | 277 | 9,437 | 5,892 | 62.4 | 79,816 | 455 | 224 | 95.5  | 682 | 3,688 | 5.4 | 53 | 34 | 93 |

## Records détenus

### Ensemble du football professionnel nord-américain
- Meneur pour les verges par la passe en carrière dans la LCF avec 79 816 (saison régulière).
- Ce record valait également pour tout le football nord-américain professionnel jusqu'en 2020 quand il a été battu par Drew Brees[67]

### Ligue canadienne de football
- Plus grand nombre de passes complétées en carrière avec 5 892 (saison régulière)[68].
- Plus grand nombre de passes tentées en carrière avec 9 437 (saison régulière)[68].
- Plus grand nombre de passes de touché en carrière avec 455 (saison régulière)[68].
- Plus grand nombre de victoires à titre de quart-arrière avec 167 (saison régulière)[69].
- Plus grand nombre de matchs avec plus de 300 verges par la passe avec 125, et de plus de 400 verges avec 29 (saison régulière)[69].
- Plus grand nombre de passes tentées (298) et complétées (179), de passes de touché (9) et de verges gagnées (2 470) en matchs de la coupe Grey[70].

### Alouettes de Montréal
- Plus grand nombre de matchs joués pour les Alouettes de Montréal avec 269[71].

## Honneurs
- Joueur par excellence du Las Vegas Bowl en 1993.
- Joueur par excellence de la Ligue canadienne de football en 2003, 2008 et 2009.
- Trophée Terry-Evanshen (joueur par excellence de la division Est) de 2002 à 2004 et de 2008 à 2011.
- Équipe d'étoiles de la LCF en 2002, 2003, 2008, 2009 et 2012
- Équipe d'étoiles de la division Est en 2000, de 2002 à 2004, 2006 et de 2008 à 2012.
- Saison de plus de 5 000 verges par la passe de 2002 à 2005, 2008, 2011 et 2012.
- Champion de la coupe Grey en 2002, 2009 et 2010.
- Joueur par excellence du match de la coupe Grey en 2002
- Son numéro 13 est retiré par les Alouettes de Montréal le 13 octobre 2014. Il est le 10e joueur de l'équipe à recevoir cet honneur.
- Intronisé au Panthéon des sports du Québec en 2015.
- Intronisé au Mt. San Antonio College Athletics Hall of Fame en 2015[72].
- Intronisé au Temple de la renommée du football canadien en 2017.
- Gagnant de la coupe grey en tant que coordonnateur offensif des Alouettes de Montréal en 2023